# Überlingen (Schiff, 1927)
Das Motorschiff Überlingen wurde 1927 unter dem Namen Höri auf dem Bodensee in Dienst gestellt.

## Geschichte
Die nach einer Landzunge im Untersee benannte Höri, spätere Überlingen, war das zweite Doppelschrauben-Motorschiff, das auf der Bodan-Werft in Kressbronn am Bodensee vom Stapel lief. Der Neubau wurde in der Bauart traditionell noch an die früheren Halbsalondampfer auf dem Bodensee angelehnt. Es war das erste Fahrgastschiff mittlerer Größe der Schiffseinsatzstelle Konstanz als Ersatz für die unwirtschaftlichen Dampfschiffe. 1928 wurde das Schwesterschiff Mainau in Dienst gestellt. Es war mit Ausnahme der Ruderanlage (Oertz) baugleich. Auch die Veränderungen 1960/61 waren bei beiden Schiffen gleich. Weil die Mainau im Krieg trotz Verwendung als Flak-Wohnschiff vor Friedrichshafen nicht beschädigt wurde, entsprach ihr Aussehen noch fast dem Originalzustand, als sie 1965 außer Dienst gestellt wurde.
Die Höri war im Jahr 1928 auf dem Untersee im Einsatz, bis dort als Ersatz für ein älteres Dampfschiff ein in Größe und Bauart für dieses Einsatzgebiet geeigneter Neubau zur Verfügung stand. Für die Überführungsfahrten von und nach Konstanz mussten zum Passieren der niedrigen Rheinbrücke Konstanz Mast, Teile des Steuerhauses und der Schornstein demontiert werden. Ab 1930 wurde die Höri ausschließlich auf dem Überlinger See eingesetzt. 1944 sank sie nach einem Tieffliegerangriff im Hafen von Ludwigshafen am Bodensee. Sie wurde gehoben, 1949/50 wieder instand gesetzt und 1960/61 für eine größere Fahrgastzahl umgebaut.
Die übliche vierköpfige Schiffsbesatzung kleinerer Bodensee-Motorschiffe umfasste am Beispiel der Höri in den 50er-Jahren: Ein Schiffsführer, ein Matrose und ein Schiffskassier als „Deckspersonal“, sowie ein Maschinist.
Die Deutsche Bundesbahn benannte die Höri nach Intervention aus der Stadt Überlingen 1964 in Überlingen um, weil die Kurstadt am Bodensee seit der Ausmusterung der Stadt Überlingen 1963 nicht mehr durch ein Schiff dieses Namens vertreten war. Ein älteres und kleineres Schiff als Namensträger fand jedoch nicht ungeteilte Zustimmung.
Im Jahre 1969 wurde die Überlingen ausgemustert und nach Lindau verkauft. 1978 wurde die Überlingen weiterverkauft und am Alten Rhein etwa 250 m nördlich des Grenzübergangs Rheineck – Gaißau am österreichischen Ufer auf Land gesetzt. Seither wird sie als Restaurant genutzt. Bei einem Feuer 1982 brannte sie weitgehend aus, wurde jedoch wieder aufgebaut.